# Jotam
Segons la Bíblia, Jotam (en hebreu יותם בן-עזיה Yotam ben Uziyah) va ser l'onzè rei de Judà. Va regnar 16 anys entre 740-732 a.n.e. segons la cronologia tradicional (que li dona entre 8 i 16 anys segons la font consultada), o entre 777-762 a.n.e. segons la cronologia bíblica.
Quan el seu pare Azarià va contreure la lepra, va romandre en una casa apartat fins al dia de la seva mort i Jotam va ser qui va administrar els assumptes d'estat. Però, segons sembla, no va començar els seus setze anys de govern fins a la mort d'Azarià.

## Context històric
Isaïes, Osees i Miquees van servir de profetes en el temps de Jotam. Si bé els seus súbdits van adorar deus pagans, Jotam personalment va adorar Jehovà.

## Avenços al regne
En el transcurs del regnat de Jotam es van emprendre moltes obres de construcció. Va erigir la porta superior del temple, va construir gran part de el mur d'Ofel i va edificar ciutats a la regió muntanyosa de Judà, així com llocs fortificats i torres als boscos.

## Conflictes militars
Però Jotam no va gaudir d'un regnat pacífic. Va guerrejar contra els ammonites i finalment els va vèncer. Com a resultat, li van pagar durant tres anys un tribut anual de 100 talents de plata (uns 660.600 dòlars [E.U.A.]) i una gran quantitat tant de blat com d'ordi. Durant el seu regnat, el país també va començar a patir pressions militars per part del rei sirià Ressín i del rei israelita Pècah.

## Final del regnat
Finalment, Jotam va morir i va ser enterrat a la ciutat de David i el seu fill Acaz, que tenia uns quatre anys quan Jotam va arribar a ser rei, va ser el següent.